# Cesarina Valobra
Cesarina Valobra (La Spezia (Ligúria), 2 de juny, 1901 – Milà, 2 de febrer de 1982) va ser una soprano italiana.

## Biografia
Va estudiar cant amb el mestre Vittorio Vanzo i va debutar el 1923 al "Teatro Sociale" de Como, on va interpretar el paper de Mimì a La bohème de Puccini, rebent un calorós aplaudiment. Immediatament després va marxar a una exitosa sèrie de concerts a Suïssa al costat del tenor Alessandro Bonci. Al seu retorn, el 13 de gener de 1924, va ser contractada pel "Teatro alla Scala" de Milà per cantar el paper de Lisa, un personatge important però no protagonista de La sonnambula de Vincenzo Bellini en una producció que comptava amb celebritats del calibre de Toti dal Monte, Dino Borgioli i Ezio Pinza. En aquell mateix any també va actuar a la seva ciutat natal, La Spezia, al Politeama Duca di Genova, a La Bohème, repetint l'èxit del seu debut. De nou l'any 1924, el 29 de desembre, va tenir la fortuna de ser escollida per Arturo Toscanini per interpretar Lisetta, un paper molt respectable a La cena delle beffe d'Umberto Giordano, en un repartiment de primer nivell al costat de Carmen Melis, Hipòlit Lázaro, Benvenuto Franci i Ernesto Badini.
Superada aquesta difícil prova, Cesarina Valobra va romandre a l'Scala durant cinc anys, durant els quals va cantar en diverses òperes, entre elles La Wally d'Alfredo Catalani i Orfeu i Eurídice (Gluck) de Christoph Willibald Gluck (1925); a Carmen de Georges Bizet, en el paper de Micaela, al costat de la mezzo-soprano Giuseppina Zinetti i Marcel Journet, El martiri de Sant Sebastià de Claude Debussy (Una veu), amb Luisa Bertana i Journet, de nou sota la direcció d'Arturo Toscanini, (1926). El 1927 es va repetir Carmen, amb Benvenuto Franci substituint Marcel Journet. El 1928 es va posar en escena Gianni Schicchi de Puccini i va interpretar Lauretta, amb Carlo Galeffi, Salvatore Baccaloni i altres. El 1929, la part de Liù a les representacions de Turandot de Puccini, amb soprano Anne Roselle, Eva Turner, Antonio Melandri i Gino Vanelli. Després va interpretar el paper de Tsarevna Swan a Skazka o Tsare Saltane de Nikolai Rimsky-Kórsakov amb Iris Adami Corradetti. La seva activitat teatral va continuar fins al 1939 quan, essent d'origen jueu, les lleis racials la van obligar a interrompre la seva carrera.
A la postguerra, ara retirada dels escenaris, va ser convidada de la Residència de músics Giuseppe Verdi a Milà on va morir el 2 de febrer de 1982.

## Entrades relacionades
- El sopar de la burla (òpera)
- Temporades d'òpera al Teatre La Scala